# Zimmerbambus
Der Zimmerbambus (Pogonatherum paniceum), auch als Seychellengras, Bonsai-Bambus oder Bambusgras bezeichnet, ist eine Pflanzenart aus der Gattung Pogonatherum innerhalb der Familie der Süßgräser (Poaceae). Trotz des Namens Zimmerbambus handelt es sich nicht um eine Bambusart.

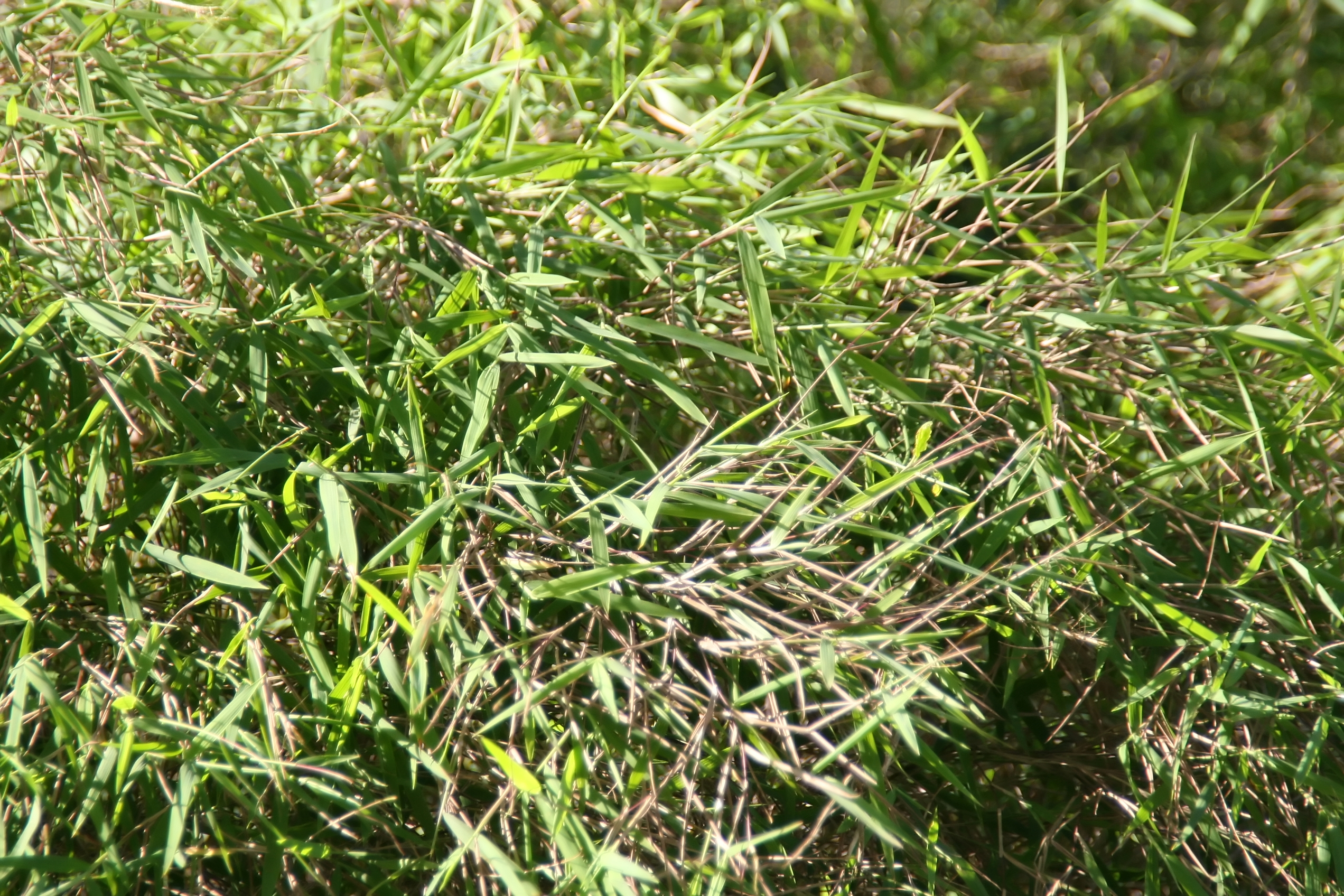
Habitus

## Beschreibung

### Vegetative Merkmale
Der Zimmerbambus ist eine ausdauernde krautige Pflanze und bildet  Matten. Die Halme stehen an ihrer Basis aufrecht und sind 30 bis 60 Zentimeter hoch bei einem Durchmesser von 1 bis 2 Millimetern. Sie sind im unteren Bereich hart und unverzweigt, im oberen Bereich werden dicht verzweigte Büschel gebildet. Die Blattscheiden sind kahl oder fein behaart, die Ligula besitzt einen häutigen Saum und ist bewimpert. Die Blattspreiten sind steif, etwas rau und zugespitzt, 1,5 bis 5,5 Zentimeter lang und 0,15 bis 0,4 Zentimeter breit.

### Generative Merkmale
Der 1,3 bis 3 Zentimeter lange, gelbliche, traubige Blütenstand besteht aus Paaren von jeweils einem stiellosen und einem bestielten Ährchen. Jedes Ährchen enthält zwei Blüten, ein unteres steriles und ein oberes fertiles. Die stiellosen Ährchen sind 2,3 bis 3 Millimeter groß. Die untere Hüllspelze ist an der Rückseite rau oder fein behaart, die Spitze ist mit 0,5 bis 1 Millimeter langen Haaren bewimpert. Die obere Hüllspelze trägt eine Granne von 1,3 bis 2 Zentimeter. Die Deckspelze und die Vorspelze sind kürzer als die untere Hüllspelze, die obere Deckspelze trägt eine etwa 1,5 bis 1,8 Zentimeter lange Granne. Bei den zwei Staubblättern sind die Staubbeutel etwa 1,8 Millimeter lang. Das bestielte Ährchen ist ähnlich dem stiellosen nur etwas kleiner und der unteren Hüllspelze fehlt die Granne.
Die Chromosomenzahl beträgt 2n = 20 oder 40.

## Verbreitung und Standortansprüche
Pogonatherum paniceum ist in Afghanistan, Pakistan, Indien, China, Nepal, Bhutan, Thailand, Laos, Vietnam, Malaysia und Myanmar verbreitet. Außerdem kommt er in Saudi-Arabien, auf Sokotra, auf Borneo, in Neuguinea und auf den Kleinen Sundainseln vor. Pogonatherum paniceum gedeiht in Höhenlagen von 100 bis 2300 Metern auf Berghängen, sandigem und felsigem Untergrund, an Straßen oder Flüssen. Die gut ausgebildeten Wurzeln geben Pogonatherum paniceum einen guten Halt auf Felsgestein und ermöglichen ihr das Überleben auf trockenen Böden und felsigem Untergrund.
In der Roten Liste der IUCN wird Pogonatherum paniceum als nicht gefährdet („Least Concern“) eingestuft. Pogonatherum paniceum ist weit verbreitet und häufig.

## Systematik
Pogonatherum paniceum gehört zur Gattung Pogonatherum P.Beauv. in der Unterfamilie Panicoideae innerhalb Familie der Süßgräser (Poaceae). Der Zimmerbambus ist also kein Bambus (Unterfamilie Bambusoideae).

### Taxonomie
Die Art wurde 1785 von Jean-Baptiste de Lamarck unter dem Namen Saccharum paniceum (Basionym) erstbeschrieben und der gleichen Gattung wie das Zuckerrohr (Saccharum officinarum) zugeordnet. Palisot de Beauvois hat sie 1812 als Pogonatherum saccharoideum der Gattung Pogonatherum zugeordnet. 1906 wurde der Name vom österreichischen Botaniker Eduard Hackel in Pogonatherum paniceum berichtigt.
Weitere Synonyme für Pogonatherum paniceum (Lam.) Hack.: Tripsacum paniceum (Lam.) Raspail, Perotis polystachya Willd., Pogonatherum polystachyum (Willd.) Roem. & Schult., Pollinia polystachya (Willd.) Spreng., Saccharum panicosum Griff., Pogonatherum santapaui Sur.

## Verwendung
Das Bambusgras wird als Zier- und Zimmerpflanze verwendet. Es darf nicht austrocknen und braucht einen hellen Standort.